# Maximilian Ardelt
Maximilian Ardelt (* 13. Februar 1940 in Berlin; † 21. Januar 2025) war ein deutscher Unternehmer. Er war mehrere Jahre Vorstandsmitglied beim Energiekonzern VIAG (heute Teil des E.ON-Konzerns). In dieser Zeit baute er mehrere Mobilfunkunternehmen in Europa auf.

## Leben
Ardelt bestand die Abiturprüfung in Osnabrück. Nach dem Grundwehrdienst bei der Bundesmarine und der Reserveoffiziersausbildung begann er 1962 an der Technischen Universität Berlin ein Studium des Wirtschaftsingenieurwesens und schloss dieses 1969 als Diplom-Ingenieur ab. 1963 wurde er im Corps Marchia Berlin recipiert. Ardelt war Mitgründer von 26 Unternehmen im Bereich Telekommunikation. Dazu zählen der Service-Provider Talkline und der Chipkartenhersteller Orgatec. 1970–1984 war Ardelt für die Klöckner Werke in Duisburg tätig. Von 1984 bis 1994 war er Mitglied des Vorstands der Salzgitter AG, Salzgitter bzw. Preussag AG, Hannover. In dieser Zeit wurde er u. a. in den Ressorts Konzernentwicklung, Umwelttechnik, Informationstechnik und Anlagenbau tätig. Er saß 1994–2000 im Vorstand der VIAG in München.